# سيرغي كفاسوف
سيرغي كفاسوف (بالروسية: Квасов, Сергей Владимирович)‏ (11 يونيو 1983 - ) هو لاعب كرة قدم روسي في مركز الوسط. لعب مع FC Nizhny Novgorod (2007) ‏ وFC Khimik Dzerzhinsk ‏ وFC Energetik Uren ‏.

## وصلات خارجية
- سيرغي كفاسوف على موقع قاعدة بيانات كرة القدم.إي يو (الإنجليزية)
- سيرغي كفاسوف على موقع Soccerway.com (الإنجليزية)